# Kyseliwka (obwód chersoński)
Kyseliwka (ukr. Киселівка, pol. Kisielówka) – wieś na południu Ukrainy, w obwodzie chersońskim, w rejonie biłozerskim. Miejscowość liczy 2494 mieszkańców.

## Historia
W XIX w. Kisielówka była kolonią polską w powiecie chersońskim guberni chersońskiej przy trakcie z Mikołajowa do Chersonia.
Polscy osadnicy, wywodzący się ze szlachty gołoty, którzy trafili tutaj po powstaniu listopadowym, ufundowali kościół w stylu późnego klasycyzmu. W 1856 odnotowano istnienie 26 zagród.
W 1896 w Kisielówce urodził się Franciszek Gudakowski, podpułkownik piechoty Wojska Polskiego.

## Zabytki i osobliwości
- Klasycystyczny kościół z XIX wieku.

## Komunikacja
We wsi jest przystanek kolejowy na trasie Chersoń–Mikołajów. W odległości 1 kilometra na południowy zachód przebiega droga międzynarodowa M14.